# 湯斯 (喬治亞州)
湯斯（英語：Towns）是位於美國喬治亞州特爾費爾縣的一個非建制地區。該地的面積和人口皆未知。

## 地理
湯斯的座標為32°00′16″N 82°45′17″W / 32.00444°N 82.75472°W，而該地的平均海拔高度為43米（即141英尺）。